# آرامگاه امامزاده سید جلال
بقعه امامزاده سید جلال مربوط به دوره قاجار است و در سمنان، محله زاوقان واقع شده و این اثر در تاریخ ۲۵ اسفند ۱۳۸۰ با شمارهٔ ثبت ۵۶۶۸ به‌عنوان یکی از آثار ملی ایران به ثبت رسیده است.